# Chalid Sa’id Abd al-Munim
Chalid Sa’id Abd al-Munim (arab. خالد سعيد عبد المنعم) – egipski zapaśnik walczący w stylu wolnym. Brązowy medalista mistrzostw Afryki w 1989 roku.